# P'tit Quinquin (chanson)
Pour les articles homonymes, voir P'tit Quinquin.

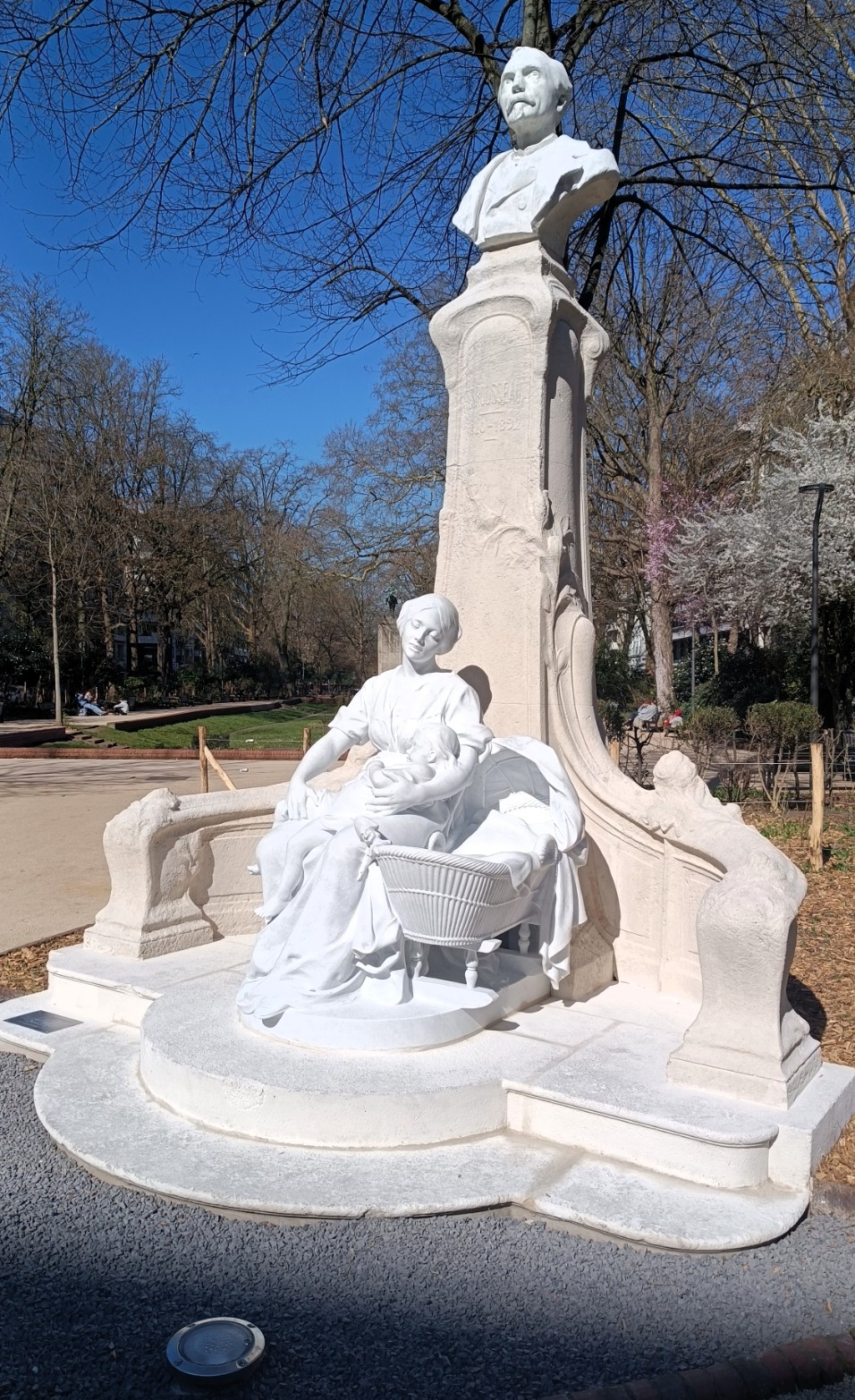
Statue à Lille (Nord) représentant le P'tit Quinquin.

Le P’tit Quinquin (« Petit enfant ») est une chanson du poète lillois Alexandre Desrousseaux (1820-1892), écrite en 1853 en ch'ti, variante locale du picard, langue régionale des Hauts-de-France. Son titre original est L'canchon Dormoire, autrement dit berceuse (mais aussi une parodie). Mais plus qu'une berceuse, cette chanson illustre la vie intime des ouvrières dans ce Nord du XIXe siècle.

## Étymologie
Le mot quinquin vient du flamand kindeken.[réf. nécessaire]

## Historique
Le P'tit Quinquin a été chanté pour la première fois à Paris en 1855, et est connu bien au-delà de l'aire linguistique du picard. Simplement écrite à l'occasion des Fêtes de Lille, la berceuse est si populaire qu'elle contribue à souder l'identité culturelle du Nord de la France, au point de devenir la chanson de marche des soldats nordistes partant pour la guerre franco-prussienne de 1870. C’est en quelque sorte l’hymne officieux et populaire de la ville de Lille, sonné par le carillon du beffroi de la chambre de commerce de Lille. Le P’tit Quinquin est aussi le chant de tradition du 43e régiment d'infanterie[réf. nécessaire], qui est implanté au sein de la citadelle de Lille.
L'interprète récent le plus célèbre du P’tit Quinquin est Raoul de Godewarsvelde (1928-1977).
La chanson a également été reprise par Salvatore Adamo dans l'album Les Gens du Nord reprenant des standards du répertoire musical du Nord-Pas-de-Calais.
On retrouve l'air dans une chansonnette de la commune d'Hautmont (Nord) de 1872, « Le feu d'artifice d'Hautmont ».

## Tourisme
Ancré dans la culture ch’ti, le P’tit Quinquin est représenté sous la forme d'une statue réalisée par Eugène Deplechin, au pied du monument à Alexandre Desrousseaux inauguré en 1902. Une réplique de la statue est visible au centre-ville de Lille, square Foch, à quelques pas de la Grand'Place. La statue originale a été restaurée par le sculpteur Philippe Stopin et a été déplacée à l'abri des intempéries à l’hôtel de ville de Lille.

## Paroles

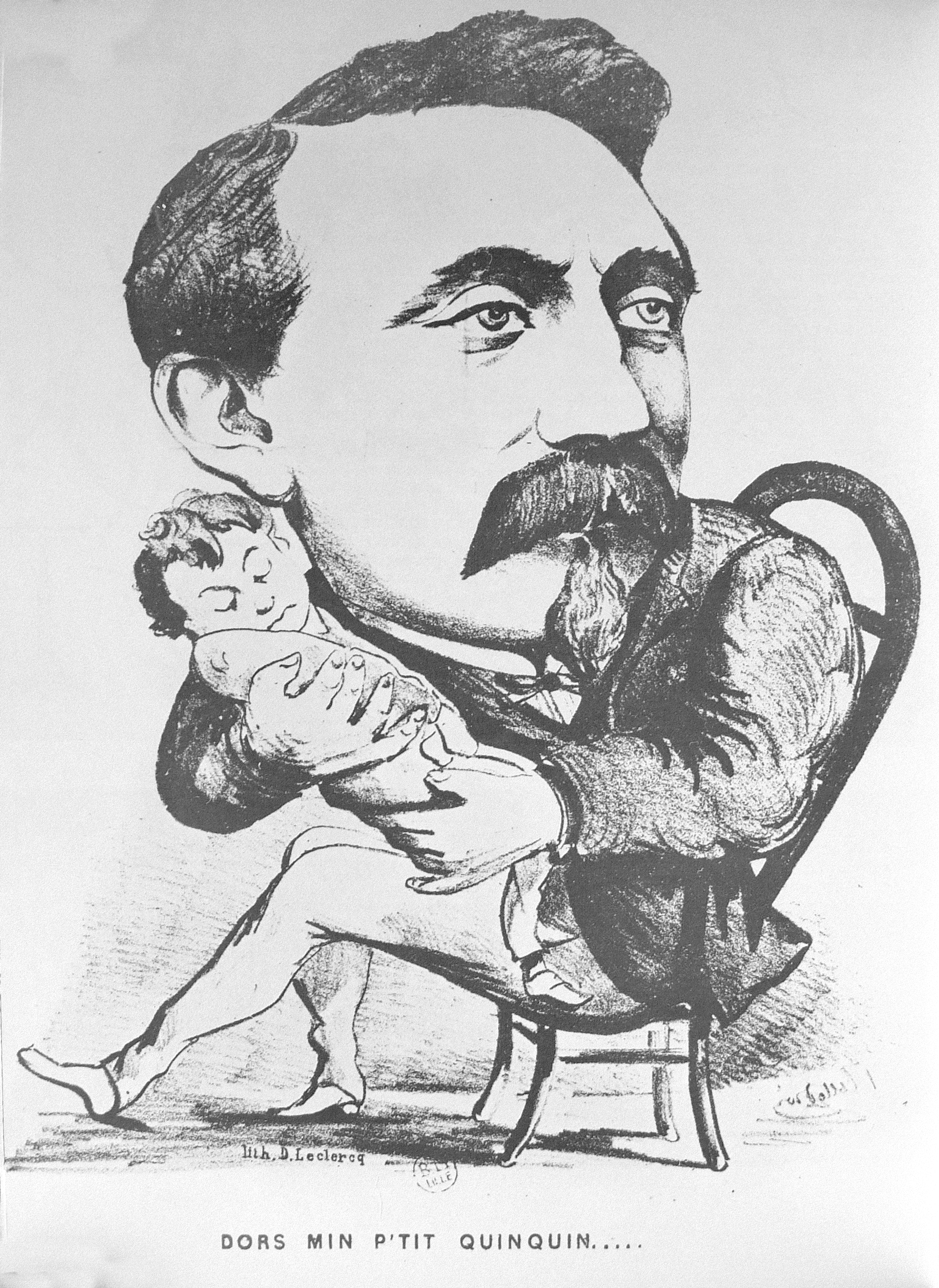
Portrait charge d'Alexandre Desrousseaux par Victor Collodion.